# قوس (موسيقى)
القوس في الموسيقى هو عصا مشدودة لها شعر (عادةً شعر ذيل الحصان) مغطى بالقلفونية (لتسهيل الاحتكاك) مثبت بها. يُحرِّك بعضَ أجزاء (عادةً نوع من الأوتار) آلة موسيقية لإحداث اهتزاز، والذي تصدره الآلة صوتًا. تُستخدم الغالبية العظمى من الأقواس مع الآلات الوترية، مثل الكمان والكمان المتوسط والكمان الجهير والكمان الأجهر، بعضها الآخر يستخدم مع المناشير الموسيقية وغيرها من الآلات ذاتية التصويت ذات القوس.